# Aphylax lyciformis
Aphylax lyciformis là một loài bọ cánh cứng trong họ Cerambycidae.